# Municipio de Amber
El municipio de Amber (en inglés: Amber Township) es un municipio ubicado en el condado de Mason en el estado estadounidense de Míchigan. En el año 2010 tenía una población de 2535 habitantes y una densidad poblacional de 35,27 personas por km².

## Geografía
El municipio de Amber se encuentra ubicado en las coordenadas 43°57′33″N 86°20′45″O / 43.95917, -86.34583. Según la Oficina del Censo de los Estados Unidos, el municipio tiene una superficie total de 71.87 km², de la cual 71,36 km² corresponden a tierra firme y (0,7 %) 0,51 km² es agua.

## Demografía
Según el censo de 2010, había 2535 personas residiendo en el municipio de Amber. La densidad de población era de 35,27 hab./km². De los 2535 habitantes, el municipio de Amber estaba compuesto por el 94,83 % blancos, el 0,51 % eran afroamericanos, el 0,71 % eran amerindios, el 0,91 % eran asiáticos, el 1,18 % eran de otras razas y el 1,85 % eran de una mezcla de razas. Del total de la población el 3,51 % eran hispanos o latinos de cualquier raza.